# Merveilleux
Pour les articles homonymes, voir Merveilleux (gâteau).
Ne doit pas être confondu avec Fantastique ou Fantasy.
 (novembre 2021).
- Si vous ne connaissez pas le sujet, laissez ce bandeau (vous pouvez alors contacter les auteurs).
- Si vous supprimez le contenu mis en cause (vous pouvez préalablement contacter les auteurs),

argumentez précisément cette suppression dans la page de discussion
(un manque de référence n'est pas un argument ; une recherche réelle de référence doit avoir été effectuée, être formellement documentée).

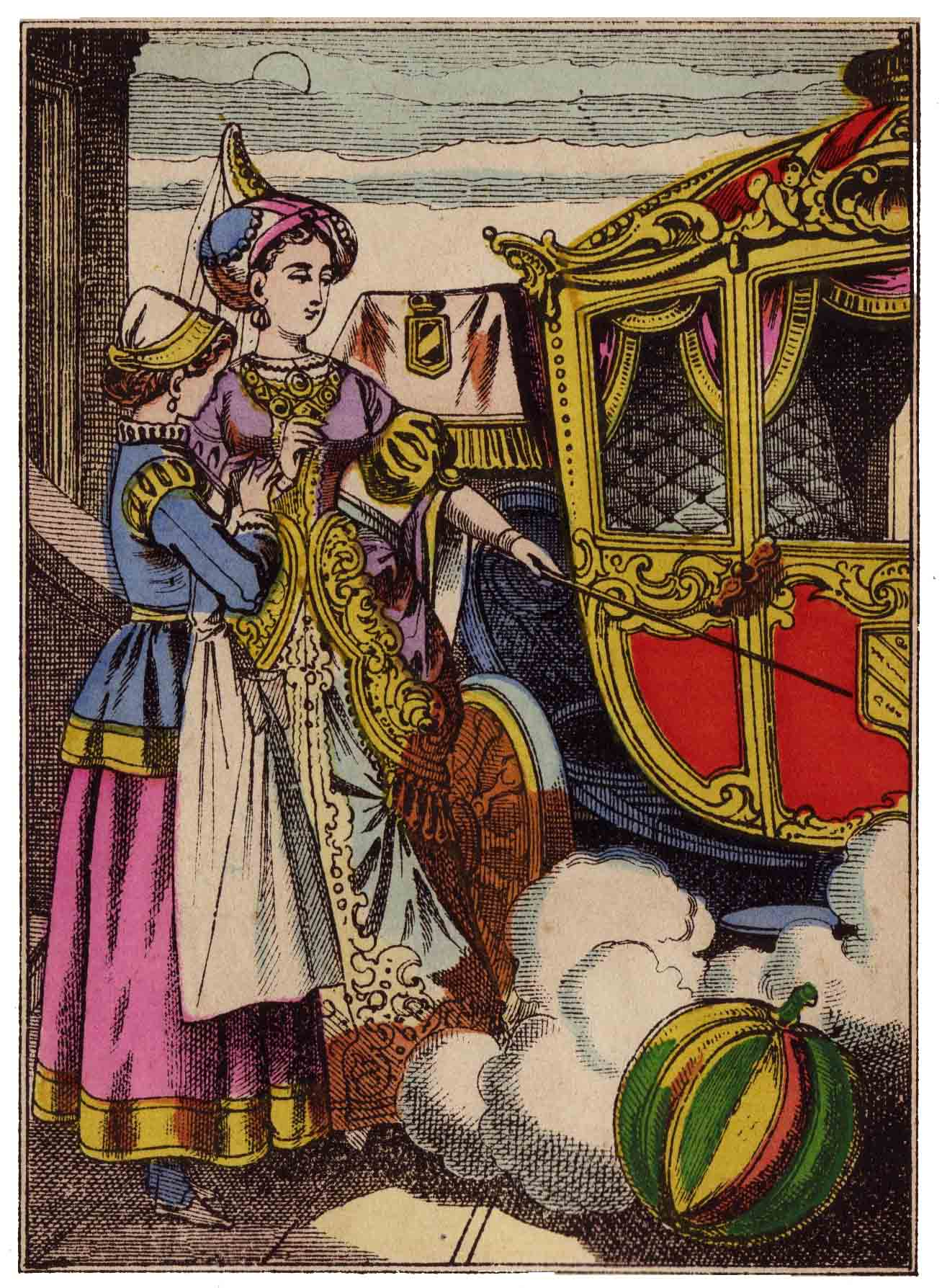
La marraine de Cendrillon change une citrouille en carrosse doré d'un coup de baguette (image d'Épinal).

Le merveilleux (du bas latin mirabilia : « choses étonnantes, admirables ») se définit par le caractère de ce qui appartient au surnaturel, au monde de la magie, de la féerie. Il consiste à la fois en un genre, surtout caractérisé par le conte merveilleux de Perrault et de Madame d'Aulnoy, mais aussi un registre littéraires, qui ne se limite pas une ère donnée puisque pour certains théoriciens il s'origine dans l'épopée homérique en occident et son usage se prolonge jusque dans la fantasy ou la science-fiction qui en prolonge certains thèmes et, parfois, certains tropes.

## Histoire

### Antiquité
Issu de la tradition orale, le merveilleux semble être présent dans les récits religieux et païens en occident, mais aussi en Orient. Pour les Anciens, l'intervention des dieux apparaît être acceptée comme telle dans les récits d'Homère. Toutefois, il convient de relever que le terme qui se rapproche le plus du merveilleux est celui qu'emploie Aristote dans la Poétique, c'est-à-dire Thaumasthon, se caractérise surtout par la croyance dans l'irrationnel que nous propose les récit merveilleux. De surcroît, il est difficile de distinguer l'usage du merveilleux et ou l'inclusion dans un genre proprement dit, celui-ci n'existant pas, mais surtout car il se confond avec l'épopée, les mythes, les légendes, les poésies versifiées jusqu'aux romans grec et latins qui en font usage. On retrouve ainsi une certaine utilisation du merveileux dans la tradition épique grecque (Homère, Eschyle, Sophoche, Euripide) et romaine (Virigile, Lucain)L'intervention divine ou Deus ex machina d'Héphaïstos à l'issue de la pièce de Philoctète d'Eschyle témoigne de cet état de fait.
En orient, l'épopée de Gilgamesh pourrait constituer l'un des premiers récits épiques, qui fait usage du merveilleux. On observe de plus de nombreux récits légendaires qui participent à un tel genre, que ce soit l'épopée de Mahâbhârata ou de Râmâyana dans l'hindouisme.

### Moyen-Âge
La pensée médiévale en occident semble diviser le merveilleux en trois catégories : le miraculus, le magicus, et le mirabilis. On les retrouve dans la littérature de fiction d'alors, que ce soit dans les récits de voyages dans les pays lointains, ainsi que dans les ouvrages didactiques consacrés aux animaux (Bestiaires) et aux pierres ou encore dans les romans médiévaux.
« Le miraculus désigne le merveilleux chrétien et recouvre tout ce qui est lié à la présence ou à la manifestation de Dieu. Le magicus représente l’aspect maléfique et diabolique du merveilleux. Quant au mirabilis, il englobe tout ce qui ne peut s’expliquer par les lois de la nature, tout ce qui est anormal, extraordinaire. »
Ainsi, dans Perceval ou le Conte du Graal, le protagoniste éponyme observe lors de son séjour chez le Roi Pêcheur une lance resplendissante semble être la Sainte Lance ou lance de Longin témoignant d'un certain usage du merveilleux miraculus par Chrétien de Troyes. L'emploi du mirabilis semble être caractérisé dans l'œuvre de ce dernier par les lieux enchantés que sont, par exemple, la forêt de Brocéliande ou la fontaine de Barenton. Toutefois, souvent, ces différentes sortes de merveilleux se confondent ou demeurent difficile à distinguer avec clarté. Ainsi, dans la Chanson d'Antioche, il est difficile de distinguer dans les rêves, les prophéties des croisés et les autres usages de la magie dans le récit, ce qui relève du miraculus ou du magicus. De surcroit, cela rend difficile au lecteur contemporain la fin d'un tel motif dans : ornement épique ou fin idéologique ?

De fait, il apparaît que l'on puisse considérer l'utilisation du merveilleux à l'ère médiéval sous trois aspects : Le premier étoffe que le merveilleux est associé au voyage, aux mystères et aux territoires inconnues. Les "mappae mundi", cartes symboliques du monde, représentent cet état de fait en soulignant, souvent, un orient fantasmé, par exemple. En littérature, Le Devisement du monde, plus connu sous le nom du Livre des Merveilles de Marco Polo commence ainsi : 
« Prenez donc ce livre et faites-le lire ; car vous y trouverez toutes les grandissimes merveilles et diversités de la Grande et Petite Arménie, de la Perse, de la Turquie, des Tartares et de l’Inde.»
Il apparaît évident à ses mots le mystère que suggère alors l'orient pour l'occident médiéval. Toutefois, le levant n'est pas seul moteur de fantasme, certains auteurs le modèlent grâce aux hyperboles héroïques et guerrières des textes épiques médiévaux. L'œuvre certainement la plus célèbre, à en faire un tel emploi, est sans doute la Chanson de Roland où les armées combattent par centaines de milliers de guerriers et où les protagonistes possèdent une force herculéenne.
« La bataille est merveilleuse et pesante, Roland y frappe bien, et Olivier ; et l’archevêque y rend plus de mille coups, et les douze pairs ne sont pas en reste, ni les Français, qui frappent tous ensemble. Par centaines et par milliers, les païens meurent."

La Chanson de Roland (fin du XIe siècle) »
Enfin, le merveilleux ne procède pas forcément d'un éloignement géographique, tel que l'orient le représente, mais aussi de lieux considérés comme mystérieux à l'instar des îles et des forêts peuplés d'êtres merveilleux, mais qui induit surtout une forme presque quotidienne du merveilleux. 
[En ce sens, le merveilleux médiéval] « est perçu comme faisant partie de l’ordre divin, lointain, certes, mais présent dans les marges des pages, des territoires et du royaume chrétiens. »

### Renaissance
La forme la plus populaire rattachée au merveilleux semble être le conte de fée (ou conte merveilleux), tel que développée dans les contes de Perrault ou de Madame d'Aulnoy au XVIIème siècle. Il convient, toutefois, de différencier le merveilleux du conte merveilleux, aussi appelé, de fée quoiqu'il participe de ce genre et de ce registre littéraires.
Les travaux de Marc Fumaroli, notamment dans son essai Les Abeilles et les araignées au sein de l'ouvrage dirigé par Anne-Marie Lecoq La Querelle des Anciens et des modernes, qu'une des problématiques que posaient la Querelle des Anciens et des Modernes était celle de l'appui dans la « vraie religion », à savoir, le christianisme qui n'exista pas pendant longtemps durant l'Antiquité pour être ensuite méprisé. Dès lors émerge la question du "merveilleux chrétien" que les Modernes valorisent et que les Anciens dévalorisent.
Dans une ère et un contexte bien différents, ce seront là les arguments de Chateaubriand dans le Génie du Christianisme, en 1802. Or, pour Nicolas Boileau, Ancien, considère que le merveilleux chrétien doit être proscrit ; il écrit ainsi dans l'Art poétique (1674): « de la foi d'un chrétien les mystères terribles/d'ornements égayés ne sont point susceptibles... » En ce sens, même ce qui lui apparaît des chefs-d'œuvre comme La Jérusalem délivrée du Tasse, le "merveilleux chrétien" et l'épopée chrétienne sont condamnés, privilégiant ainsi la fable et la mythologie antique dont le représentant le plus célèbre est certainement Jean de La Fontaine.

## Éléments caractéristique du Merveilleux

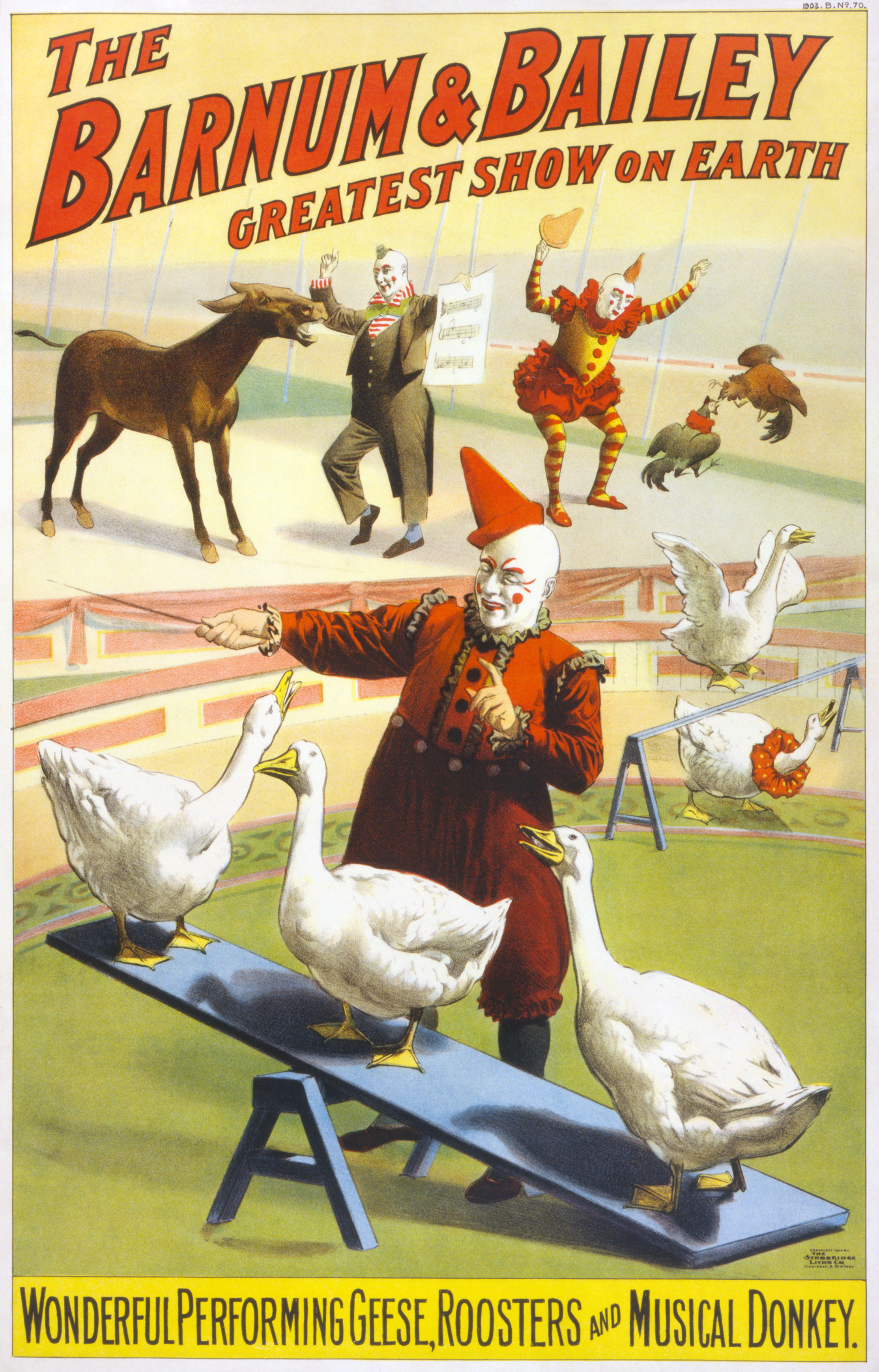

Le merveilleux décrit un monde où le surnaturel apparait être accepté de fait : Ainsi, les arbres peuvent parler, les êtres peuvent être anormalement grands par rapport à notre monde, possèdent des pouvoirs surnaturels à l'instar des fées, mais cela ne semble pas contredire les lois diégétiques auxquels l'univers répond. Les théoriciens du merveilleux semblent s'accorder quant à cet aspect du merveilleux, comme le formule Todorov : 
« Les événements surnaturels n'y provoquent aucune surprise. »

Tzevan Todorov, Introduction à la littérature fantastique, 3 - L'étrange et le Merveilleux
Si l'imprécision géographique et temporel sont de mise dans la plupart des œuvres du genre du merveilleux, notamment dans le conte de fée, ils n'en demeurent pas moins que le merveilleux use d'un certain nombre de tropes dont l'absence de repères temporels est certainement avec la formule "il était une fois" le plus connu. Des topoï qu'ils partagent d'ailleurs, parfois, avec le fantastique à l'instar du déroulement du récit qui peut se situer la nuit. Par exemple, dans le contes de Perrault, la promesse que fait Cendrillon à sa Marraine consiste à revenir chez elle avant minuit.

### Les personnages des contes merveilleux

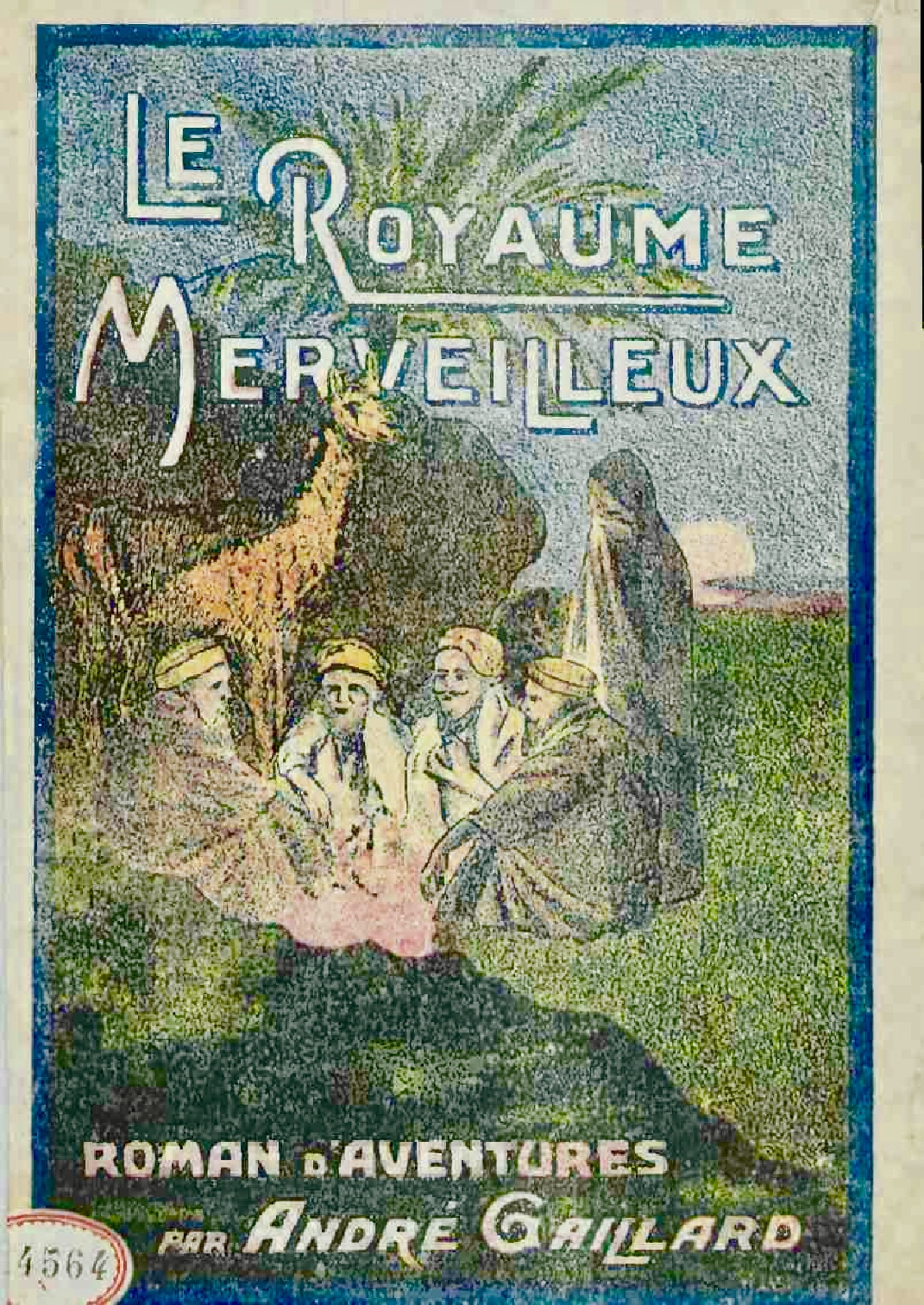

Les personnages de ce monde appartiennent à une société artificielle et figée, où ils sont définis par leur place (le Roi, la Reine, le prince charmant...), sans y être nommés autrement que par un surnom qui les caractérise (Cendrillon, Blanche-Neige), même si chez Perrault, la réalité sociale est sous-jacente dans l'évocation des tâches domestiques. Si, dans certaines cultures, les fées occupent le devant de la scène, on y trouve aussi des ogres ou autres monstres (dragons, trolls...), des animaux qui parlent, comme le loup du Petit Chaperon rouge ou le Chat botté...
Les personnages prennent leurs sources dans un passé souvent très ancien, ainsi la fée est-elle une image transparente des déesses celtes, une survivance attachée aussi à des lieux précis (pierres levées, sources).

### Magie
Les événements et les objets de ce monde eux aussi sont merveilleux : ainsi, les bottes de sept lieues, la baguette magique, la clef fée, le miroir magique et les vêtements magiques se retrouvent sous diverses formes.

### Récit initiatique
Une seconde approche des histoires peut permettre de mettre en évidence des archétypes (approche jungienne), les aventures des héros étant initiatiques et racontant l'évolution de leur esprit : ainsi dans le conte Cendrillon, la perte de la chaussure est signe du passage dans le royaume des morts, donc d'une initiation. Le conte du Petit Poucet aide quant à lui l'enfant à surmonter ce que Freud appellera le stade oral et présente un scénario de victoire du faible sur le fort. Le conte merveilleux est alors l'illustration d'un enseignement et la plupart des histoires se terminent bien.

## Les différents types de merveilleux
Selon Todorov, dans Introduction à la littérature fantastique, au sein du troisième chapitre, on peut distinguer trois types de merveilleux selon les modalités par lesquels ils participent à la construction du récit : Le merveilleux hyperbolique, exotique et instrumental.

Johan Faerber et Sylvie Loignon les résument ainsi :
« Le merveilleux hyperbolique procède d’une exagération extraordinaire de l’univers représenté. Rien ne répond aux normes du monde quotidien et ordinaire : les référents pourtant connus prennent des dimensions exagérées qui seront dites hyperboliques. C’est par exemple la taille époustouflante des poissons dans Sinbad le marin.
Le merveilleux exotique dérive du merveilleux hyperbolique par sa capacité à dépayser et à convoquer un imaginaire autre que celui de son lecteur : les pays sont présentés comme fabuleux parce qu’inconnus. Ils laissent place à un imaginaire qui n’est en rien celui du lecteur.

Le merveilleux scientifique dit aussi « merveilleux instrumental » propose de décrire et mettre en scène des objets irréalisables pour l’époque à laquelle se déroule le récit. S’il préfigure la science-fiction, le merveilleux scientifique diffère pourtant en ce que les inventions sont vécues dans l’histoire comme des éléments extraordinaires et non dans la banalité du quotidien. »

## Merveilleux et fantastique
Les récits merveilleux et fantastiques peuvent paraître très proches ;  leur différence fondamentale est l'appréciation face au surnaturel :
- dans un récit merveilleux, les données du monde surnaturel sont acceptées comme allant de soi par le lecteur, on observe de sa part une confiance, une crédulité, l'auteur ayant bien ménagé l'arrivée du merveilleux pour qu'il passe inaperçu. Personne ne s'étonnera donc dans un conte de fées de l'existence de dragons ou des sorcières.

- le fantastique reste ancré dans la réalité. L'événement surnaturel n'est pas admis comme tel ; il crée une hésitation de la part du héros et du lecteur, qui peuvent soit trouver une explication rationnelle de l'événement, soit pencher pour son caractère surnaturel. Il existe deux types de fantastique : le premier type va conclure sur le caractère surnaturel ou délirant du phénomène, alors que le second dit "fantastique fantasmatique" a été théorisé[13] suite aux récits d'Edgar Allan Poe et se définit par le maintien du doute.